# Grinling Gibbons
Grinling Gibbons (Rotterdam, 4 aprile 1648 – Londra, 3 agosto 1721) è stato uno scultore inglese noto per i suoi lavori in Inghilterra, presenti nel Castello di Windsor, nel palazzo di Hampton Court, nella Cattedrale di San Paolo, in altre chiese di Londra, nella Petworth House e in altre case di campagna, nel Trinity College di Oxford e nel Trinity College di Cambridge.

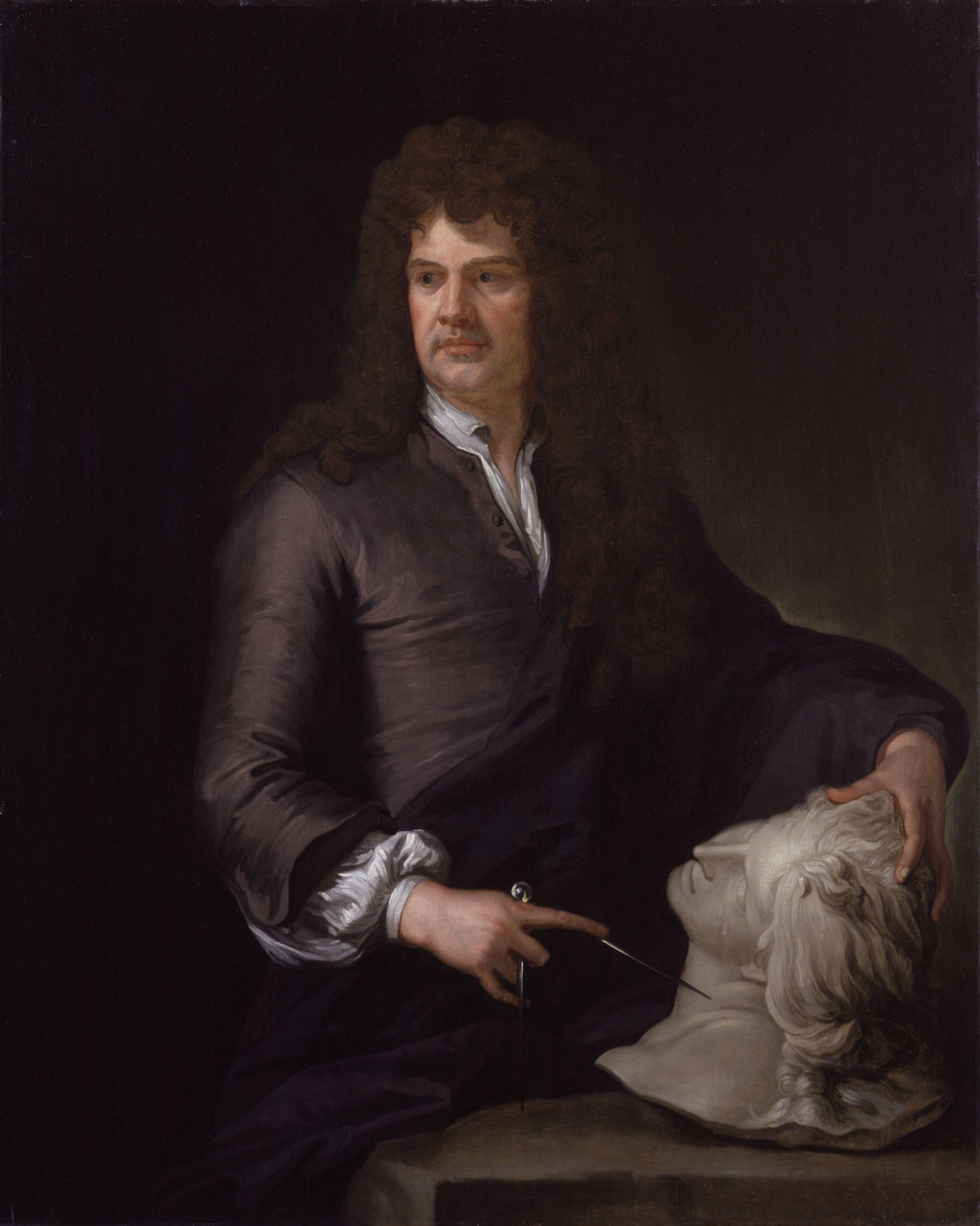
Grinling Gibbons di Godfrey Kneller

Nacque e venne istruito nei Paesi Bassi da genitori inglesi, poiché suo padre era un mercante. Fu membro della Worshipful Company of Drapers di Londra ed è considerato il miglior intagliatore di legno che lavorava in Inghilterra e l'unico il cui nome è ampiamente noto al grande pubblico. La maggior parte delle sue opere è in legno di tiglio, specialmente ghirlande decorative barocche, costituite da elementi di natura morta di dimensioni reali, realizzate per incorniciare specchi e decorare le pareti di chiese e palazzi, ma produsse anche mobili e piccole placche in rilievo con scene figurative. Lavorò anche in pietra, soprattutto per le chiese. Da quando si fu affermato, guidò un grande laboratorio e la misura in cui la sua mano personale appare nei lavori successivi varia sensibilmente.

## Biografia

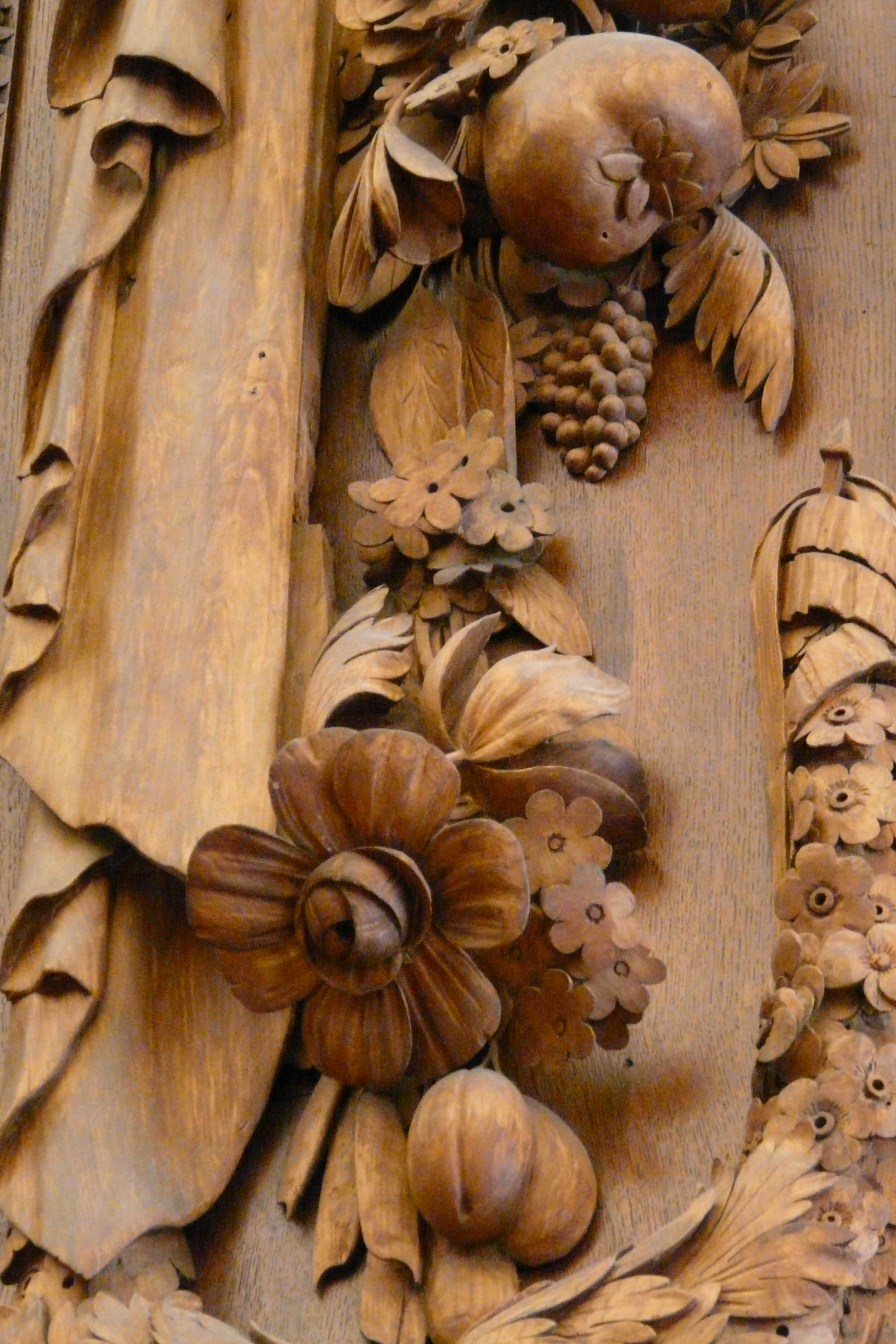
Dettaglio dal palazzo di Hampton Court

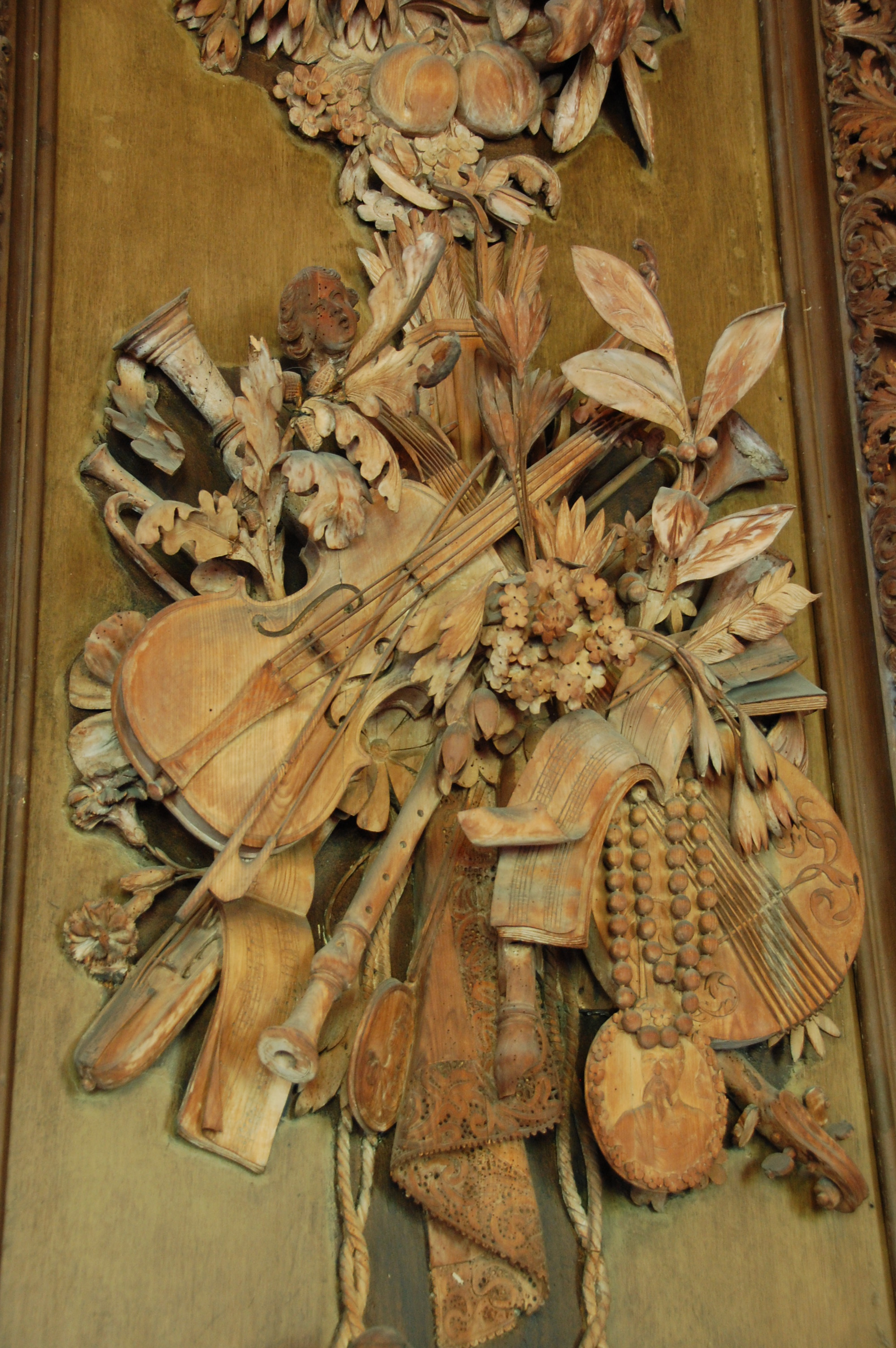
Dettaglio della Sala scolpita, Petworth House

Si conosce molto poco della sua giovinezza. Il nome Grinling è formato da sezioni di due diversi cognomi.
Nacque a Rotterdam, Paesi Bassi, e a volte si pensa che suo padre possa essere stato l'inglese Samuel Gibbons, che lavorò con Inigo Jones, ma anche due dei suoi più stretti conoscenti, il ritrattista Thomas Murray e il diarista John Evelyn, non erano d'accordo su come era stato presentato a re Carlo II. Si trasferì a Deptford, in Inghilterra intorno al 1667, e nel 1693 aveva accettato commissioni dalla famiglia reale ed era stato nominato maestro scultore. Dal 1680 era già noto come "scultore del re", e produsse squisite opere per la Cattedrale di San Paolo, il Castello di Windsor e per la dimora del Conte di Essex, Cassiobury House. La sua scultura era così bella che si diceva che un vaso di fiori intagliati sopra la sua casa a Londra avrebbe tremato a causa del movimento prodotto dal passaggio delle carrozze.
Il diarista Evelyn scoprì per la prima volta il talento di Gibbons nel 1671, quando quest'ultimo affittò una casetta vicino alla casa di Evelyn a Sayes Court, Deptford (oggi parte del sud-est di Londra). Tempo dopo egli scrisse: "Ho visto il giovane scolpire, alla luce di una candela, l'ho visto impegnato in una rappresentazione scolpita della Crocifissione di Tintoretto, che aveva in una cornice di sua creazione". Più tardi, quella stessa sera, Evelyn descrisse ciò che aveva visto a Sir Christopher Wren. Wren ed Evelyn lo presentarono poi al re Carlo II che gli diede la sua prima commissione - ancora oggi nella sala da pranzo del castello di Windsor.
Horace Walpole scrisse su Gibbons: "Non c'è esempio di un uomo che, prima di Gibbons, abbia dato al legno la leggerezza ariosa dei fiori, e che abbia incatenato le varie produzioni degli elementi con il disordine naturale di ogni specie."
Gibbons morì a Londra e venne sepolto nella chiesa di San Paolo al Covent Garden.

## Opere

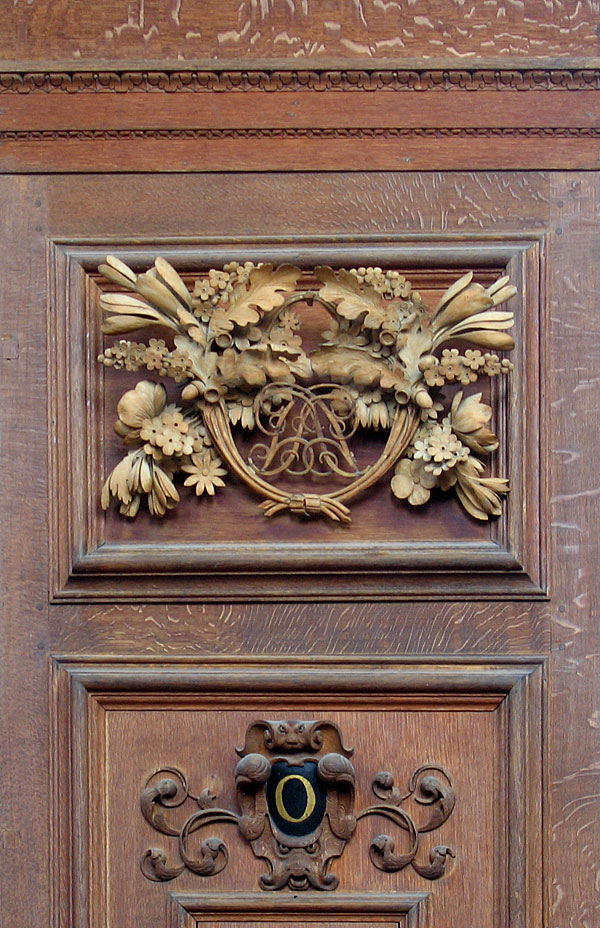
Una delle molte sculture realizzate per gli scaffali della Wren Library di Cambridge

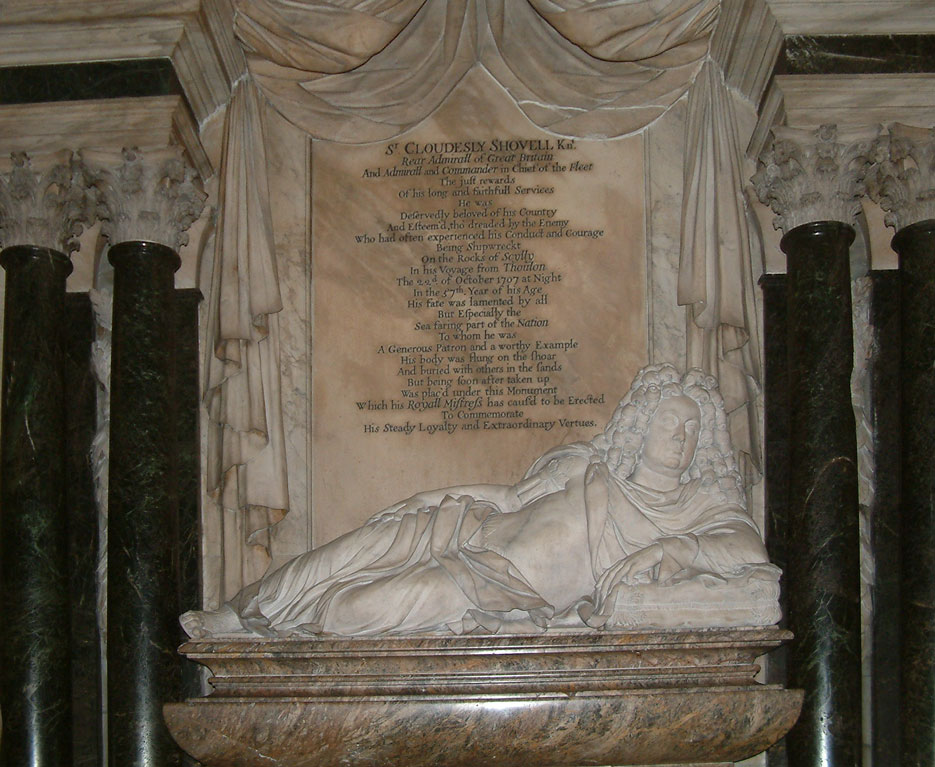
Monumento all'ammiraglio Shovell nell'Abbazia di Westminster

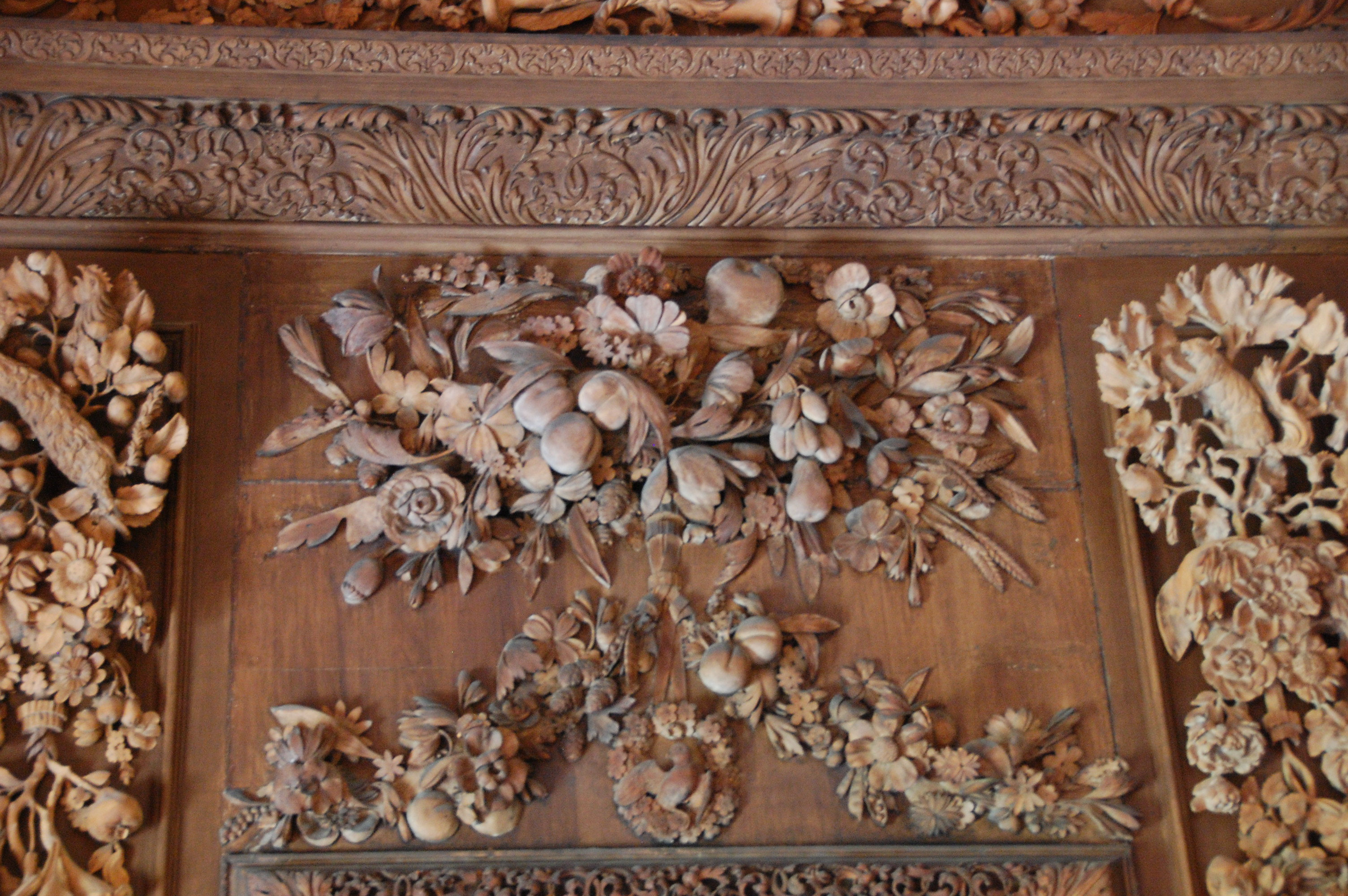
Dettaglio della Sala scolpita, Petworth House

Gibbons venne impiegato da Wren nell'arredamento della cattedrale di San Paolo e successivamente nominato maestro scultore di Giorgio I. Fu anche incaricato, dal re Guglielmo III, di creare intagli, alcuni dei quali adornano oggi Kensington Palace. Un esempio del suo lavoro si trova nella Sala di Presenza sopra il camino, che originariamente era inteso a incorniciare un ritratto della regina Maria II dopo la sua morte nel 1694. Anche nell'Orangerie di Kensington, si trovano alcuni dei suoi pezzi. Molti esempi del suo lavoro sono ancora visibili nelle chiese intorno a Londra, in particolare gli stalli del coro e la cassa dell'organo della cattedrale di San Paolo. Alcune delle più belle incisioni di Gibbons, accessibili al grande pubblico, sono quelle esposte al National Trust Petworth House nel West Sussex. A Petworth, la Sala scolpita ospita una bella e ampia collezione di intricate sculture in legno di Gibbons.
Alcune sue opere possono essere ammirate nelle chiese londinesi di St Michael Paternoster Royal e St James a Piccadilly, dove realizzò un dossale in legno e il fonte battesimale in marmo. L'antipatia anglicana per le pale d'altare in genere, lasciava un grande spazio sulla parete est che necessitava di essere riempito, il che spesso conferiva alle ghirlande di Grinling una posizione molto prominente, come in questa occasione.
Nel 1682 il re Carlo II incaricò Gibbons di intagliare un pannello come dono diplomatico per il suo alleato politico Cosimo III, Granduca di Toscana. Il Pannello di Cosimo è un'allegoria dell'arte che trionfa sull'odio e sul tumulto e include un medaglione con un bassorilievo di Pietro da Cortona, pittore preferito da Cosimo. Il pannello è ospitato a Palazzo Pitti a Firenze. È stato esposto nel Regno Unito nella mostra "Grinling Gibbons and the Art of Carving" tenutasi al Victoria and Albert Museum dal 22 ottobre 1998 al 24 gennaio 1999.
Nel 1685 il nuovo re Giacomo II chiese a Gibbons di intagliare un pannello per un altro alleato italiano, il Duca di Modena Francesco II, fratello della sua seconda moglie Maria di Modena. Il pannello di Modena è un memento mori per Carlo II, che era morto all'inizio di quell'anno, e include un canto funebre dal dramma The Contention of Ajax and Ulysses del drammaturgo James Shirley: "Non c'è armatura contro il destino, la morte posa la sua mano gelida sui re: scettro e corona devono cadere". Presenta anche un autoritratto a medaglione di Gibbons. Il pannello è esposto nella Galleria Estense di Modena.
Nella chiesa dei Santi Pietro e Paolo di Exton c'è una tomba in marmo, dealizzata da Gibbons, nel 1685 per il Visconte Campden, con la sua quarta moglie, Elizabeth Bertie, e i suoi 19 figli.
Il famoso scultore di Bruxelles Peter van Dievoet (membro della nobile famiglia dei Van Dievoet) collaborò con Grinling Gibbons, ma tornò a Bruxelles dopo la rivoluzione del 1688.

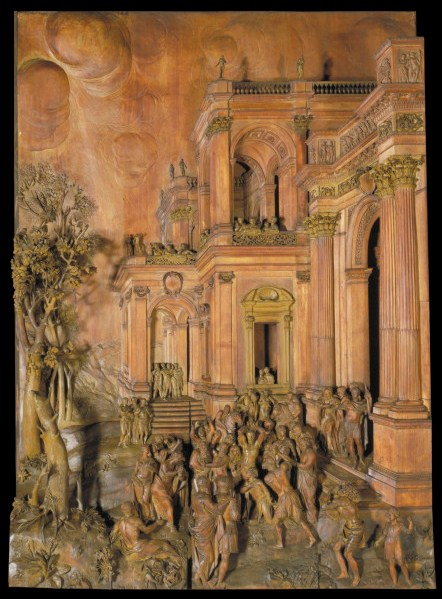
Lapidazione di santo Stefano, c. 1680, nel Victoria and Albert Museum

La chiesa di San Michele e tutti gli angeli di Badminton, ha un monumento di Gibbons al duca di Beaufort (1629–1700) che fu sepolto accanto ai suoi antenati nella cappella Beaufort della Cappella di San Giorgio nel castello di Windsor, ma il monumento venne spostato a Badminton nel 1878. Il monumento di Gibbons è sul lato nord del presbiterio nella chiesa di San Michele e tutti gli angeli di Badminton, e consiste in una effigie del Duca abbigliato con le insegne dell'Ordine della Giarrettiera, sdraiato su un sarcofago, e di un basamento con rilievo di san Giorgio e il drago. Ci sono due colonne corinzie con aste a sbalzo, con fregio di acanto, cornice con urne fiammeggianti, le insegne del duca e i suoi sostenitori. Nella parte superiore, a 7,5 metri da terra, c'è un cuscino nappato che sostiene una coroncina. Sul plinto vi sono le immagini femminili, a figura intera, di Giustizia e Verità. Sopra l'effigie del Duca, le tende divise mostrano l'ospite celeste con palme e corone. L'iscrizione latina mostra i nomi della sua famiglia e i numerosi uffici che ricoprì.